# Milnor-Faserung
In der Mathematik sind Milnor-Faserungen ein häufig studiertes Beispiel der Singularitätentheorie.

## Definition
Sei {\displaystyle f\colon \mathbb {C} ^{n+1}\to \mathbb {C} } ein Polynom in {\displaystyle n+1} Variablen, für das {\displaystyle f(0)=0} und {\displaystyle 0\in \mathbb {C} ^{n+1}} ein kritischer Punkt ist. Sei {\displaystyle V(f)=\left\{x\in \mathbb {C} ^{n+1}\colon f(x)=0\right\}} und {\displaystyle S_{\epsilon }=\left\{x\in \mathbb {C} ^{n+1}\colon \Vert x\Vert =\epsilon \right\}} für ein kleines {\displaystyle \epsilon >0}.
Als Milnor-Faserung bezeichnet man die Abbildung
{\displaystyle {\frac {f}{\Vert f\Vert }}\colon S_{\epsilon }\setminus (S_{\epsilon }\cap V(f))\to S^{1}}.
Als Milnor-Fasern bezeichnet man die Fasern (Urbilder) dieser Abbildung.

## Eigenschaften der Milnor-Faserung
- Für {\displaystyle B_{\epsilon }=\left\{x\in \mathbb {C} ^{n+1}\colon \Vert x\Vert \leq \epsilon \right\}} ist {\displaystyle B_{\epsilon }\cap V(f)} ein Kegel über {\displaystyle S_{\epsilon }\cap V(f)}. Letzteres wird als Link der Singularität bezeichnet.
- Der Link der Singularität {\displaystyle S_{\epsilon }\cap V(f)} ist {\displaystyle (n-2)}-zusammenhängend.
- Die Abbildung {\displaystyle {\frac {f}{\Vert f\Vert }}\colon S_{\epsilon }\setminus (S_{\epsilon }\cap V(f))\to S^{1}} ist eine lokal-triviale Faserung.
- Wenn {\displaystyle r} die komplexe Dimension des Keims der kritischen Menge von {\displaystyle f\mid _{V(f)}} ist, dann sind die Milnor-Fasern {\displaystyle (n-r-1)}-zusammenhängend. Insbesondere sind im Fall isolierter Singularitäten die Milnor-Fasern {\displaystyle (n-1)}-zusammenhängend.
- Die Milnor-Fasern haben den Homotopietyp eines endlichen CW-Komplexes der reellen Dimension {\displaystyle n}. Im Fall isolierter Singularitäten haben die Milnor-Fasern den Homotopietyp eines Bouquets von {\displaystyle \mu } {\displaystyle n}-Sphären. Die Zahl {\displaystyle \mu } heißt die Milnor-Zahl der Singularität. Sie kann berechnet werden als

{\displaystyle \mu =\dim _{\mathbb {C} }\left(\mathbb {C} \left\{z_{1},\ldots ,z_{n+1}\right\}/\left({\frac {\partial f}{\partial z_{1}}},\ldots ,{\frac {\partial f}{\partial z_{n+1}}}\right)\right)},
wobei {\displaystyle \mathbb {C} \left\{z_{1},\ldots ,z_{n+1}\right\}} die {\displaystyle \mathbb {C} }-Algebra der Keime analytischer Funktionen in {\displaystyle 0\in \mathbb {C} ^{n+1}} ist.
- Die Milnor-Fasern sind parallelisierbar.
- Monodromiesatz: Sei {\displaystyle h\colon F\to F} die Monodromie der Milnor-Faserung. Dann sind die Eigenwerte von

{\displaystyle h^{*}\colon H^{i}(F;\mathbb {C} )\to H^{i}(F;\mathbb {C} )}
stets Einheitswurzeln. Tatsächlich gibt es positive Zahlen {\displaystyle p} und {\displaystyle q=i+1}, so dass
{\displaystyle ((h^{*})^{p}-id)^{q}=0}.

## Beispiel
Für
{\displaystyle f(z_{1},z_{2})=z_{1}^{p}+z_{2}^{q}}
ist {\displaystyle n=1}, {\displaystyle S_{\epsilon }\simeq S^{3}}, {\displaystyle S_{\epsilon }\cap V(f)} ein {\displaystyle (p,q)}-Torusknoten, und die Existenz der Milnor-Faserung zeigt, dass es sich bei Torusknoten um gefaserte Knoten handelt. Die Faser ist eine nicht-kompakte Fläche, welche den Homotopietyp eines Bouquets von Kreisen hat, also eines {\displaystyle 1}-dimensionalen CW-Komplexes.